# Péter Kuczka
Péter Kuczka (n. 1 martie 1923, Székesfehérvár, Țările Coroanei Sfântului Ștefan, Ungaria – d. 8 decembrie 1999, Budapesta, Ungaria) a fost un critic literar, scriitor, poet și editor de literatură științifico-fantastică maghiar.

## Biografie
După terminarea liceului, Kuczka a studiat la Universitatea de Tehnologie și Economie din Budapesta, în timp ce a avut mai multe locuri de muncă. A început să scrie după sfârșitul celui de-Al Doilea Război Mondial, iar din 1940 a avut o mare influență în cercurile literaturii maghiare.
Poezia lui Kuczka a fost tipărită pentru prima dată în 1949, dar după 1956 nu i s-a permis să-și publice lucrările datorită opiniilor sale politice și schimbărilor politice locale. A primit premii naționale pentru literatura sa timpurie în 1950 (Premiul József Attila) și în 1954 (Premiul Kossuth).
El a fost redactorul seriei Kozmosz Fantasztikus Könyvek (Cărțile fantastice Cosmos), ale cărei cărți au fost primele cărți de literatură științifico-fantastică din Ungaria.
El a fost fondatorul și redactorul revistei Galaktika, a treia cea mai mare antologie de literatură științifico-fantastică din lume, care a avut o influență definitivă asupra evoluției literaturii științifico-fantastice maghiare.
El a fost editorul editurii Móra Ferenc könyvkiadó din 1976. Móra Ferenc könyvkiadó este o editură de înaltă calitate care a ajutat la educația literară a copiilor maghiari.

## Critică
După cel de-al doilea război mondial, Kuczka a fost vocea principală a sistemului comunist Rákosi, pe bază de voluntariat. După zeci de elogii aduse lui Stalin și partidului, a primit premiul Kossuth în 1954. Mai târziu, după revoluția din 1956, a considerat că este mai bine să-și revizuiască vechile doctrine sectare pentru a avea o conștiință publică curată.
Scriitorul de literatură științifico-fantastică István Nemere l-a descris pe Kuczka ca fiind stăpânul absolut al științifico-fantasticului maghiar în epoca János Kádár și a afirmat că scriitorii care nu erau de acord cu el nu puteau să-și publice lucrările. Nemere l-a acuzat că i-a făcut greutăți în cariera sa la începutul anilor 1980.
Traducătorul și redactorul curent al revistei Galaktika, Attila Németh, a declarat că Peter Kuczka urăște franciza Star Trek (aparent fără niciun motiv) și de aceea a fost aproape complet neglijată în Ungaria în timpul perioadei socialiste. Németh, un fan al francizei Star Trek, a tradus mai târziu romane Star Trek în limba maghiară și a fost un traducător și consultant pentru versiunea maghiară dublată a seriei de filme Star Trek.

## Legături externe
- Kuczka Péter: éveken át, selecții între 1942 și 1988

## Vezi și
- Științifico-fantasticul în Ungaria